# Pareuchaetes
Pareuchaetes é um gênero de traça pertencente à família Arctiidae.